# Abbaye Notre-Dame de Langonnet
Pour les articles homonymes, voir abbaye Notre-Dame et Notre-Dame.
L'abbaye Notre-Dame de Langonnet, devenue le haras de Langonnet entre 1807 et 1857, est une ancienne abbaye cistercienne qui dépendait du diocèse de Quimper (aujourd'hui Vannes). Elle se situe dans le doyenné de Gourin au sud-est du bourg de Langonnet, sur la route de Plouray. Elle relève désormais de la Congrégation du Saint-Esprit. Elle a été inscrite monument historique par arrêté du 25 septembre 1928. Sa salle capitulaire, de style ogival, date du XIIIe siècle.

## Histoire

### Moyen Âge
Il est probable que le lieu de l'actuelle abbaye ait été occupé dès le Ve siècle par des Bretons immigrés d'Outre-Manche, peut-être des disciples de saint Conogan, mais il ne reste rien des constructions primitives.
L'abbaye Notre-Dame de Langonnet a été fondée le 20 juin 1136 par Conan III, duc souverain de Bretagne et sa mère Ermengarde d'Anjou. « Il y avait là des marais, des tourbières. Les cisterciens assainirent, cultivèrent ». Raoul évêque de Cornouaille (1130-1158), y fut inhumé. Douze moines venant de l'abbaye de l'Aumône, à La Colombe, dans le Loir-et-Cher, au diocèse  de Chartres, s'y installent en 1136.
Tous les titres anciens de fondations et de donations ont disparu. Un aveu daté de 1550 atteste que l'abbaye possédait 82 villages, manoirs, métairies nobles, moulins et forêts dont 63 à Langonnet, 14 à Gourin et 5 au Faouët. Elle possédait notamment le bois de Conveau en Gourin ainsi que le manoir de Conveau.
En 1170 le duc Conan IV donna aux moines cisterciens de l'abbaye plusieurs villages situés à proximité de la forêt de Carnoët pour y établir une communauté. Maurice Duault de Croixanvec (futur Saint Maurice de Carnoët), alors abbé de l'abbaye de Langonnet, y fonda en 1177 près des rives de la Laïta une abbaye dénommée Notre-Dame de Carnoët, dont il fut l'abbé jusqu'à sa mort en 1191. L'abbaye prendra plus tard le nom d'abbaye Saint-Maurice de Carnoët.
Pendant la guerre de Succession de Bretagne, l'abbaye fut en grande partie ruinée (il n'en subsiste que la chapelle et quelques pans de murs). En 1387, le chapitre général de l'Ordre cistercien enregistrait son état de dévastation et la dispensait en conséquence de toute taxe et arrérages. Le chapitre général de Citeaux, constatait une seconde fois en 1442, l'état de dévastation de l'abbaye de Langonnet « qui n'a pas encore été réparée ». Entre 1470 et 1518, les abbés Vincent et Henri de Kergoët la rebâtissent entièrement.

### Époque moderne
En 1595, les moines furent chassés lors des troubles de la guerre de la Ligue. L'église fut transformée en écurie par les soldats du chef ligueur Guy Éder de La Fontenelle. Ils revinrent en 1598 mais l'abbaye était en ruine et les seigneurs des environs s'étaient emparés de la plus grande partie de leurs terres. Elle fut reconstruite en grande partie entre 1650  et 1780. « Le corps principal de l'abbaye est un grand bâtiment carré dont l'église occupe un côté ; la majeure partie de ce bâtiment fut construite au temps de l'abbé commendataire Claude de Marbœuf » (une inscription Aeternitati positum [construit pour l'éternité] donne la date de 1688), « l'église est la partie la plus neuve, construite par l'abbé François Chevreul et dédicacée en 1789 ».

### Révolution française
Les religieux furent expulsés à la fin de 1790 lors de la Révolution et l'abbaye fut mise en vente comme bien national. Ne trouvant pas d'acquéreur, elle fut louée à la famille Bréban, qui y cacha des prêtres réfractaires. Rapidement, elle devint un lieu de refuge pour les Chouans, délogés par un détachement de soldats républicains du Faouët qui vandalisèrent les lieux et s'y installèrent pour surveiller les environs.
Le 24 pluviôse an IX (13 février 1801) les gendarmes du Faouët furent attaqués, dans l'abbaye, par plus de 50 hommes armés.

### LeXIXesiècle
L'abbaye est alors en piteux état : « Ni portes, ni fenêtre, ni boiseries ; toitures effondrées, charpentes pourries ! Il ne restait plus que les murs. (…) On dut faire des réparations urgentes pour y installer un haras. La partie supérieure de la chapelle fut aménagée en grenier à foin ».

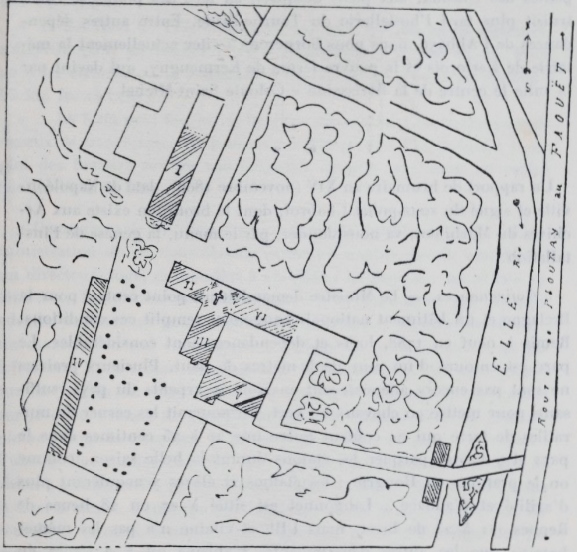
Plan du haras de Langonnet (en hachuré les divers bâtiments occupés par le haras).

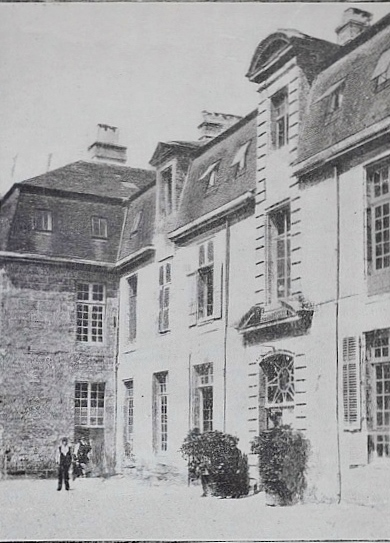
La façade du corps principal du haras de Langonnet photographiée en 1931.

Napoléon Ier y installa par décret du 10 juin 1806 le premier haras public de Bretagne avec quarante étalons et dix poulinières. Le choix de Langonnet fut discuté : « Langonnet (...) est situé dans le plus affreux désert de Basse-Bretagne : le local, masure en pierre de taille, sans toit ni charpente, ruine d'abbaye, avec quelques masures autour. On ne peut se ravitailler qu'à Pontivi (Pontivy) ou Hennebon (Hennebont) » écrit le général baron de Wimpfen, nettement défavorable à ce choix, dans un rapport daté du 28 mai 1807.
L'établissement prospéra un temps toutefois : « C'est maintenant un dépôt d'étalons de première classe qui dessert les quatre départements de la presqu'île de Bretagne. Sa position est très avantageuse, au milieu de belles prairies arrosées par la jolie rivière Ellé, et entouré d'un parc muré. L'établissement de Langonnet se compose de beaux bâtiments et de vastes cours : de grands travaux y ont été exécutés depuis quelques années et, si les routes avaient été faites pour rendre son abord praticable, il serait devenu l'un des plus magnifiques de France, comme il en est un des plus importants. Le dépôt de Langonnet possède maintenant soixante-dix étalons » écrivent A. Marteville et P. Varin en 1843.
L'établissement est déplacé à Hennebont en 1856-1857 et l'abbaye restituée aux « Missionnaires du Saint Esprit » retrouve sa vocation religieuse. Une ferme modèle y est alors établie par Achille du Clésieux qui devint une colonie agricole pour enfants.
En 1880, l'établissement de Notre-Dame de Langonnet, dirigé par les Frères du Saint-Esprit et du Sacré-Cœur de Marie, dirigent « une école secondaire, un scolasticat, un noviciat de Frères pour ceux qui se destinent aux Missions ».
L'abbaye Saint-Maurice de Carnoët possédait 5 cm de l'humérus droit de saint Maurice. Comme l'abbaye tombait en ruine, la translation de la précieuse relique fut célébrée les 7 et 8 août 1880 dans l'abbaye Notre-Dame de Langonnet, en présence des évêques de Quimper et de Vannes, de 150 prêtres, et de 20 000 fidèles.

### LeXXesiècleet leXXIesiècle
En août 1930, de grandes solennités célébrèrent le cinquantenaire de la translation des reliques de saint Maurice de Carnoët.
« Au cœur de cette Bretagne bretonnante qui, en 1930, avait déjà donné à la France religieuse 153 Pères et Frères du Saint-Esprit, Notre-Dame de Langonnet est devenue comme une citadelle de l'esprit missionnaire », notamment en Afrique. « Là résident les vieux missionnaires, pour mettre un intervalle entre leur vie d'action et le suprême repos ; là se forment, dans une école apostolique, les enfants qui plus tard perpétueront la lignée » a écrit Georges Goyau en 1936.
Sam Poupon créa le cercle de l'abbaye en 1950 (Korollerien an Ellé), l'un des premiers (après le groupe de Poullaouen) à relancer la danse bretonne.
L'abbaye sert actuellement de lieu de repos pour les missionnaires spiritains âgés, abrite un musée d'Art africain et sa collection d’objets réunis par les anciens missionnaires d’Afrique, ainsi qu'un centre d'animation missionnaire.

## Architecture
L'abbaye actuelle se compose d'une salle capitulaire, d'un cloître, d'un logis, d'un logis des hôtes, d'une chapelle, d'une école (ancien logis abbatial) et d'ateliers. L'abbaye a subi maints remaniements et il est impossible de retrouver le plan et les dimensions du premier édifice. La salle capitulaire, enclavée dans les constructions datant de l'époque moderne, est l'unique vestige datant du XIIIe siècle : « elle présente sur le cloître une porte ogivale flanquée de chaque côté de deux baies jumelles, le tout à cintre brisé en lancette, à plusieurs retraites formées de tores qui retombent sur des colonnettes à base et des chapiteaux feuillés ; chacune des doubles baies est, de plus, encadrée dans une arcade également ogivale. À l'intérieur, la salle, transformée aujourd'hui en chapelle, se compose de deux nefs ayant trois travées, dont les voûtes en pierres et croisées d'ogives reposent sur des colonnes à chapiteaux garnis de feuillages. À côté de cette belle salle, qui rappelle en réduction celles du Mont-Saint-Michel, est un autre appartement remontant à la même époque, voûté en pierre et en ogive, qui passe pour avoir été le pénitencier des moines ».
Les diverses reconstructions s'échelonnent du XVIIe siècle (logis abbatial) au XXe siècle (le cloître actuel a été construit de 1930 à 1936). La chapelle date de la deuxième moitié du XIXe siècle. L'abbaye possède aussi un musée d'art africain.

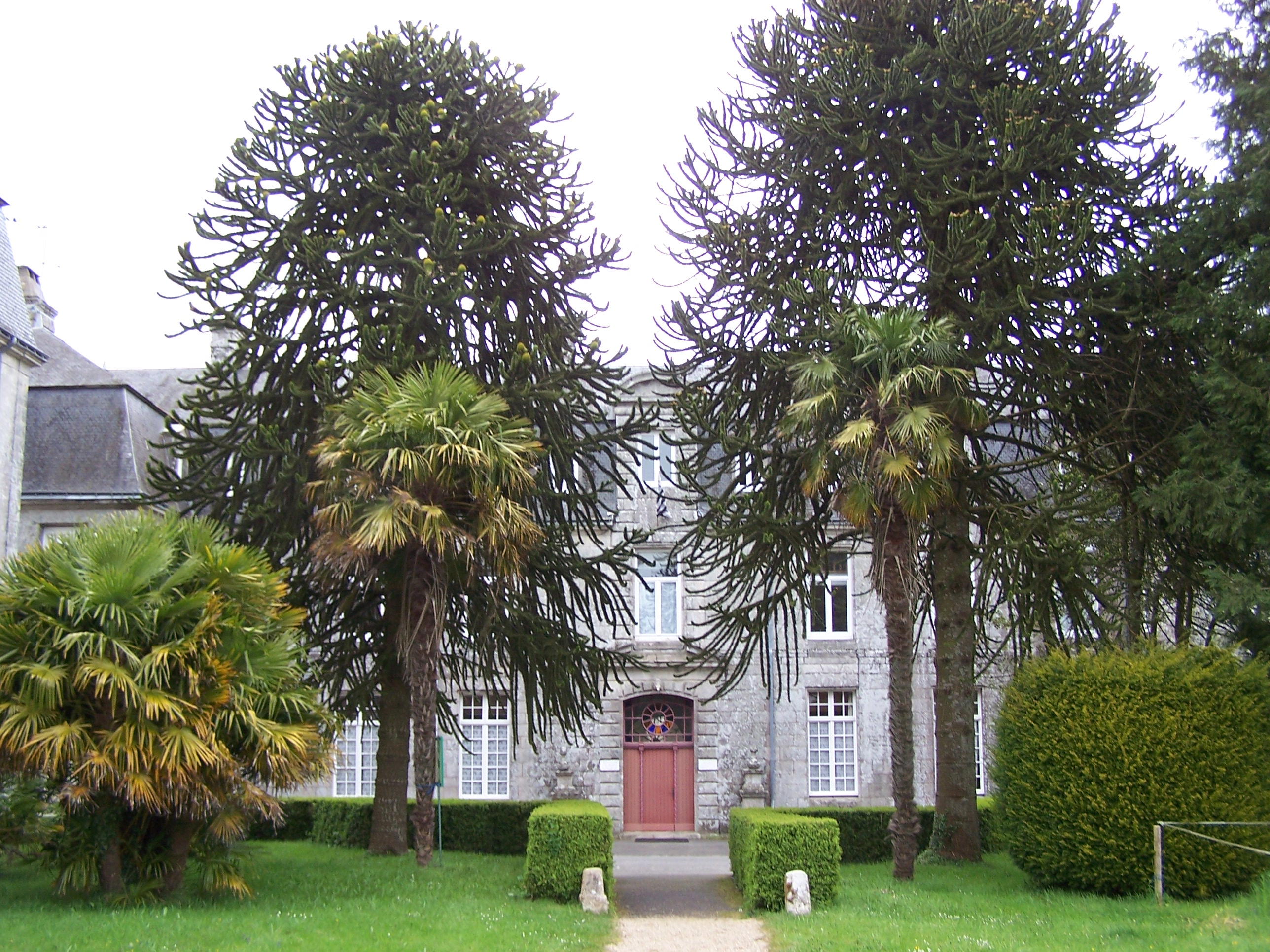
L'entrée de l'abbaye.
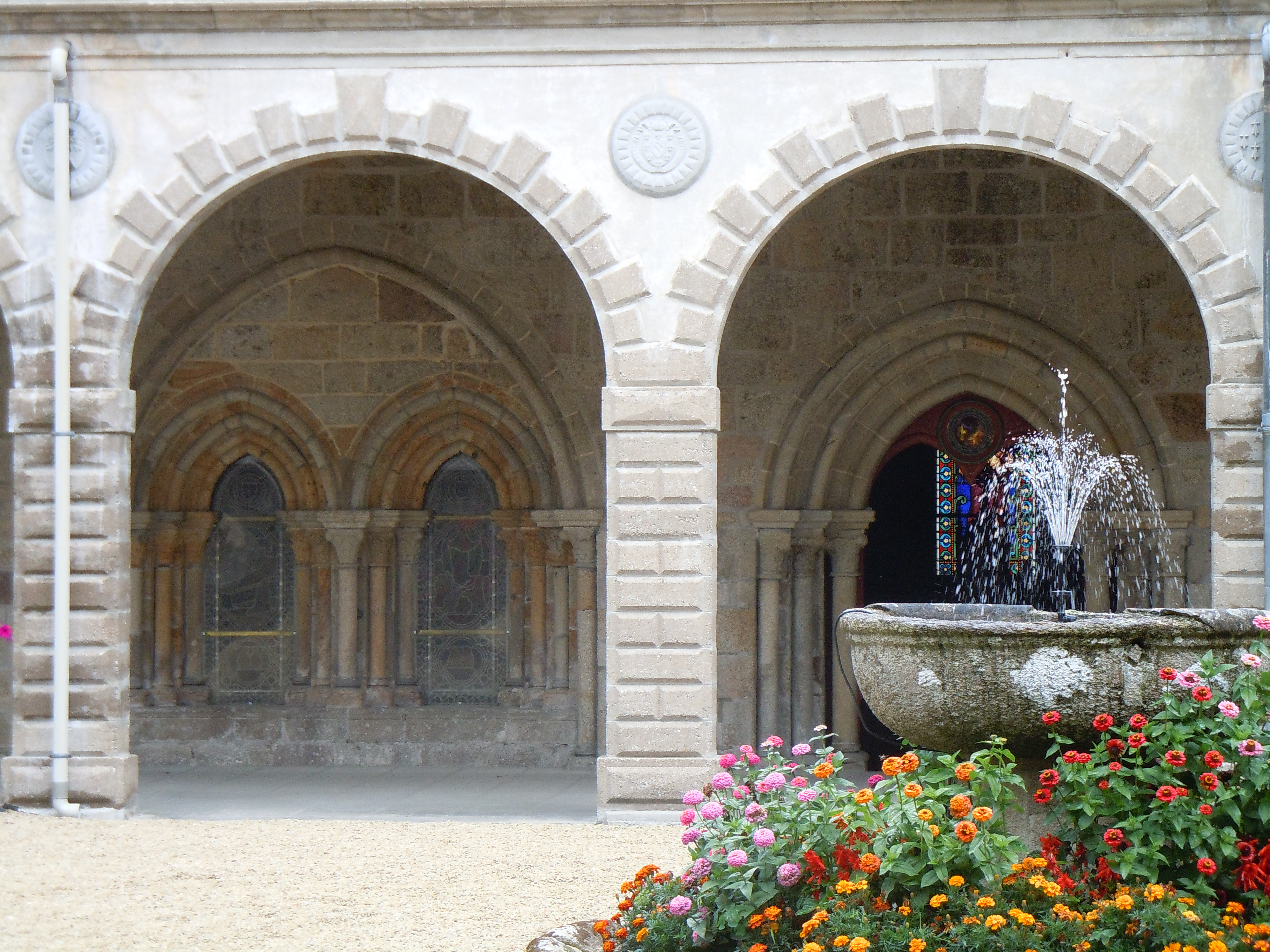
L'entrée de la salle capitulaire.
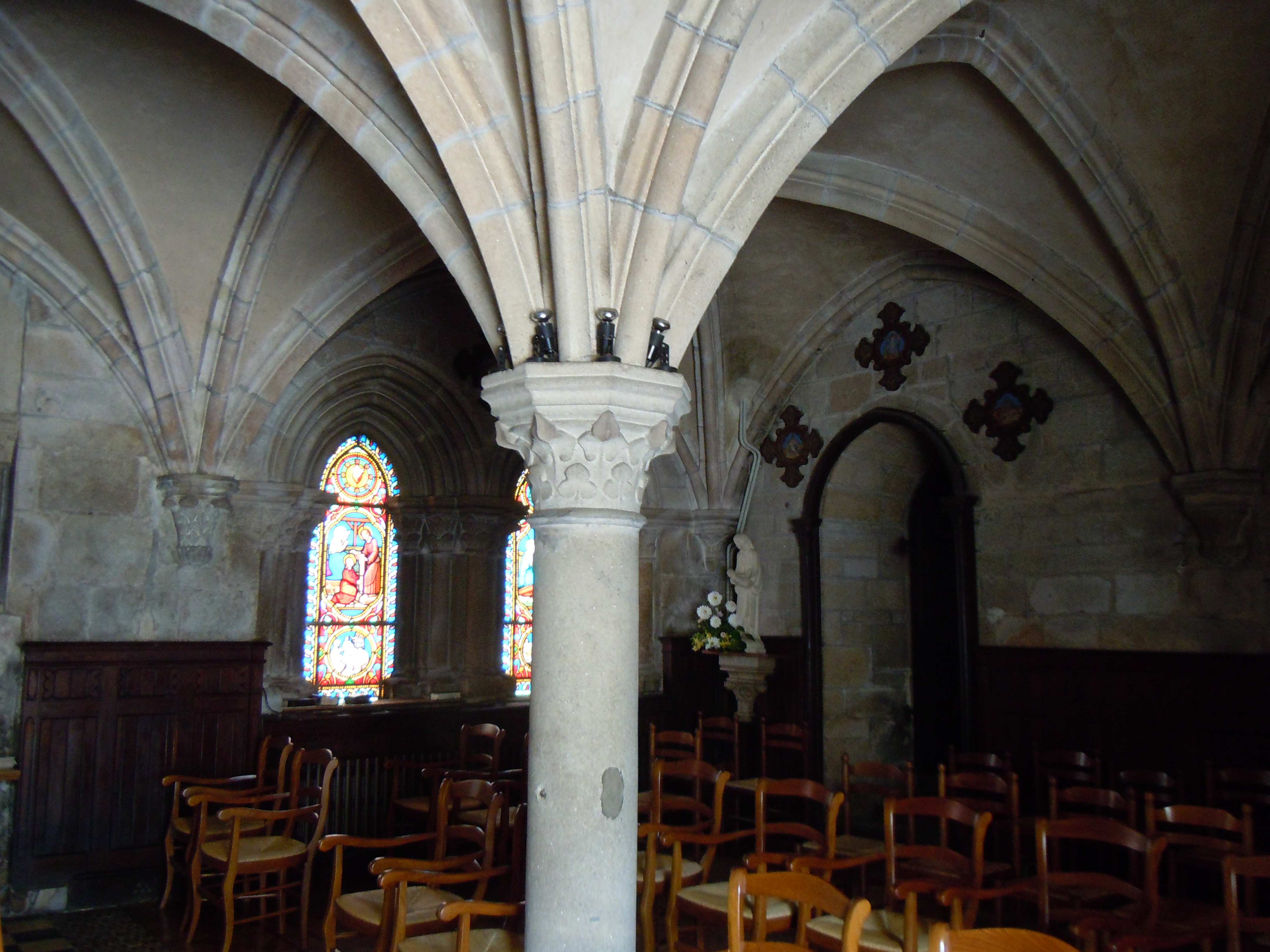
La salle capitulaire.
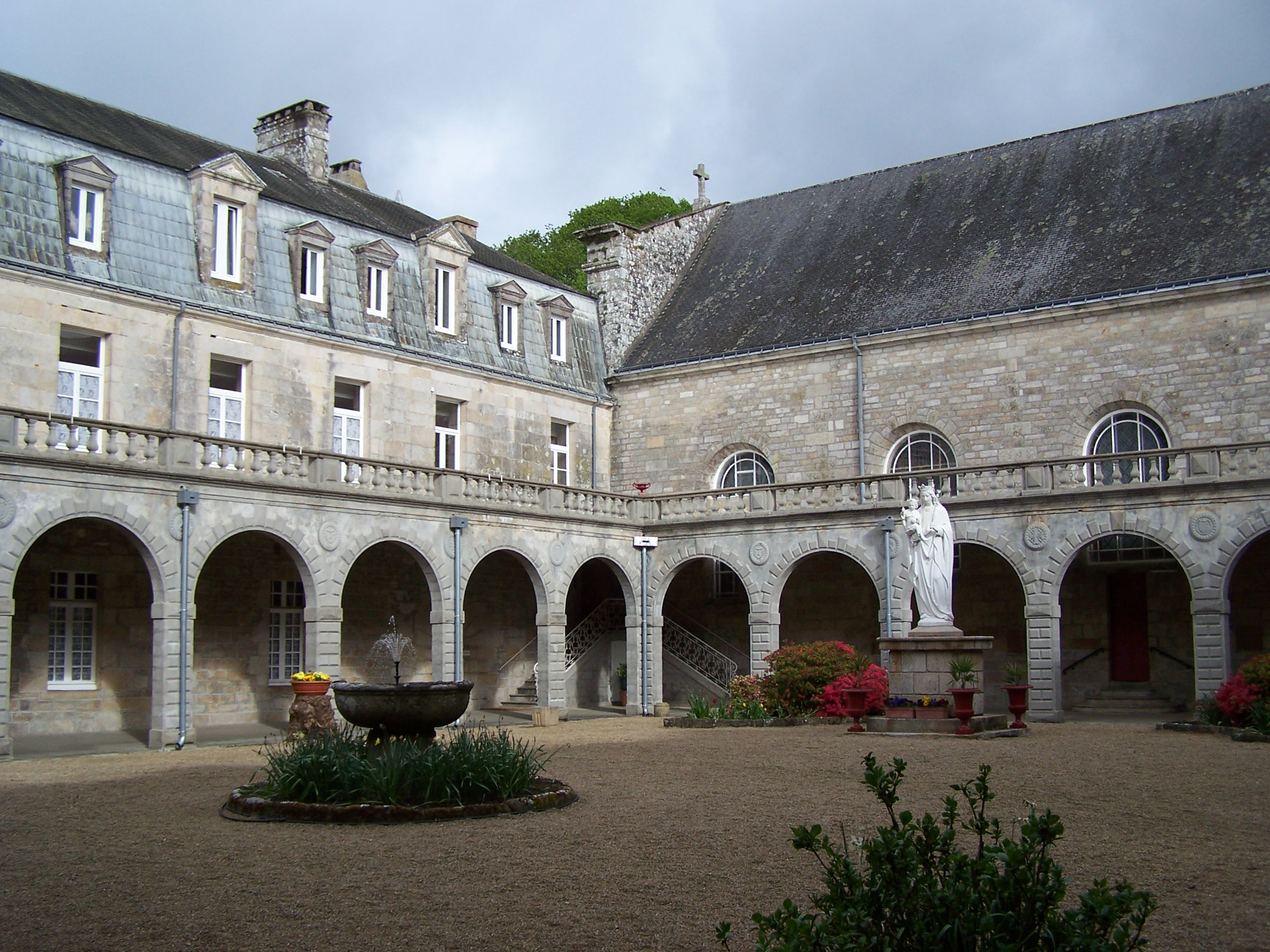
Le cloître de l'abbaye.

## Filiation et dépendances
L'abbaye de Langonnet est fille de l'abbaye de l'Aumône et mère de celle de Carnoët.

## Personnalités décédées à l'abbaye de Langonnet
- Père Jean Prat, linguiste (Tarbes 1868 - Langonnet 1952)
- Mgr François Cléret de Langavant. (Saint-Malo 1896 - Langonnet 1991)